# Königsplatz
Königsplatz (traduzido do alemão, "praça do rei") é uma praça do bairro Kunstareal ("Bairro da Arte"), na cidade de Munique, na Baviera, na Alemanha. 

## Descrição
Possui um conjunto de edifícios neoclássicos, cada um de uma das ordens clássicas e com uma função diferente: a Gliptoteca (Glyptothek) possui estilo jónico e alberga uma grande coleção de esculturas clássicas. O Propyläen ("Propileu") é do estilo dórico e é um  memorial pela subida ao trono de Oto I da Grécia. A Staatliche Antikensammlungen possui estilo coríntio e, como seu nome indica, é uma coleção municipal de antiguidades.
Nas proximidades, ficam a Städtische Galerie im Lenbachhaus ("Galeria municipal da casa de Lenbach", que foi residência do pintor Franz von Lenbach) e a Abadia de São Bonifácio.

## História
Os principais edifícios da praça foram erigidos no século XIX em estilo neoclássico. 
Durante o período nazista (1933-1945), a praça sediou grandes eventos públicos do Partido Nazista. A "Casa Marrom" (Braunes Haus), a sede do partido na Alemanha, estava localizada próximo à praça, no número 45 da rua Brienner. Dois Templos de Honra (Ehrentemple) foram erigidos no lado leste da praça em estilo neogrego, de modo a combinar com os outros edifícios mais antigos da praça. Os templos eram destinados a homenagear os dezesseis nazistas mortos no Putsch da Cervejaria (1923), que eram tidos como mártires pelos nazistas. Ambos os templos foram demolidos pelo exército dos Estados Unidos em 1947, embora suas plataformas permaneçam até hoje. Dois edifícios do Partido Nazista construídos por Paul Troost próximos ao templo existem até hoje. Em um deles, o Führerbau ("Edifício do Führer), foi assinado o acordo de Munique em 1938. Hoje, é uma escola de música e teatro chamada Hochschule für Musik und Theater München ("Universidade de Música e Artes Performáticas Munique").
A praça aparece no documentário de propaganda nazista de 1940 Der Marsch zum Führer ("A Marcha Para o Führer).
Após a Segunda Guerra Mundial, a praça foi restaurada de modo a readquirir sua aparência de antes da guerra.

## Transporte
A praça é servida por uma estação de metro com o mesmo nome.

## Galeria

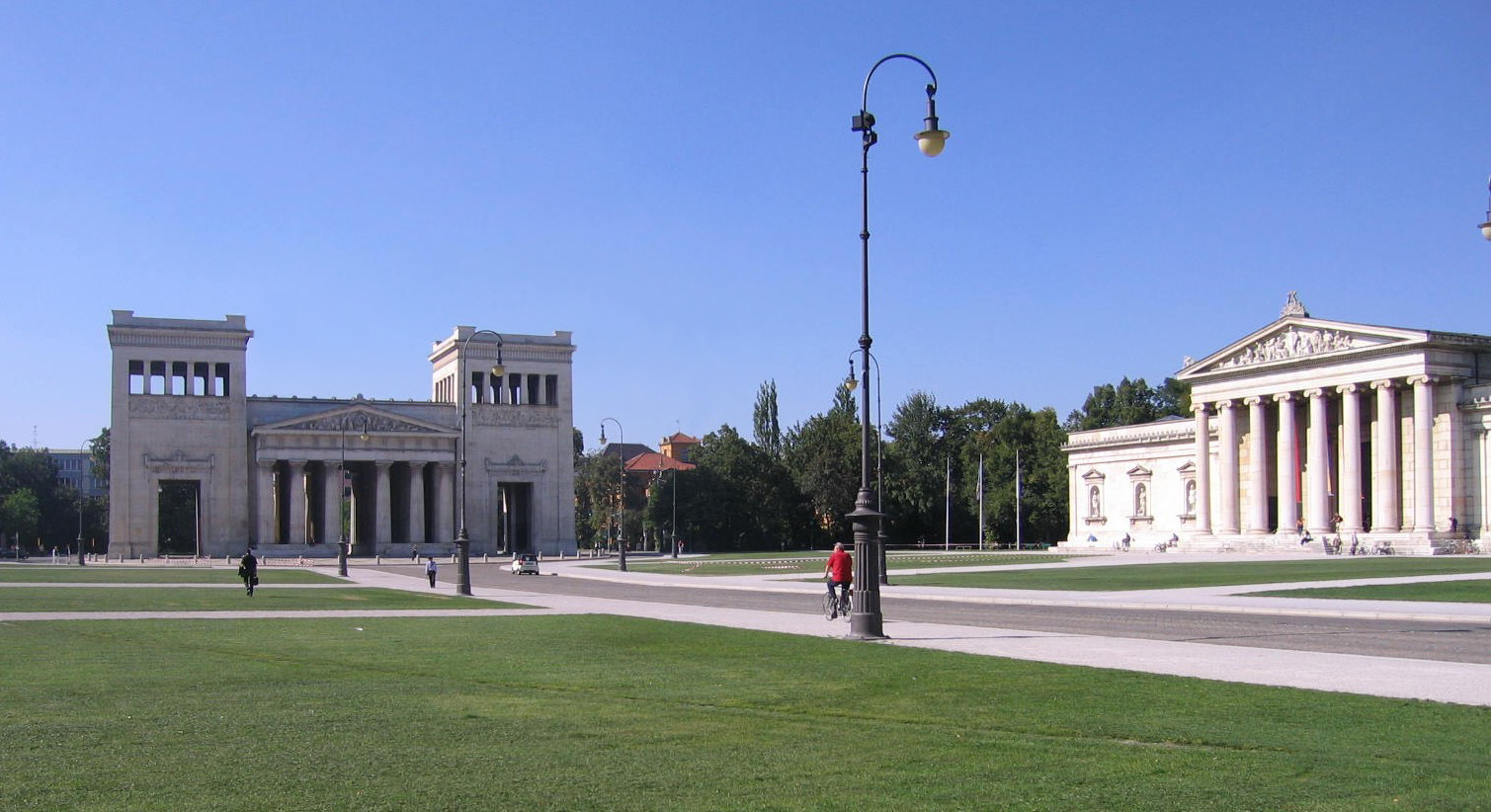
Propyläen e Glyptothek.
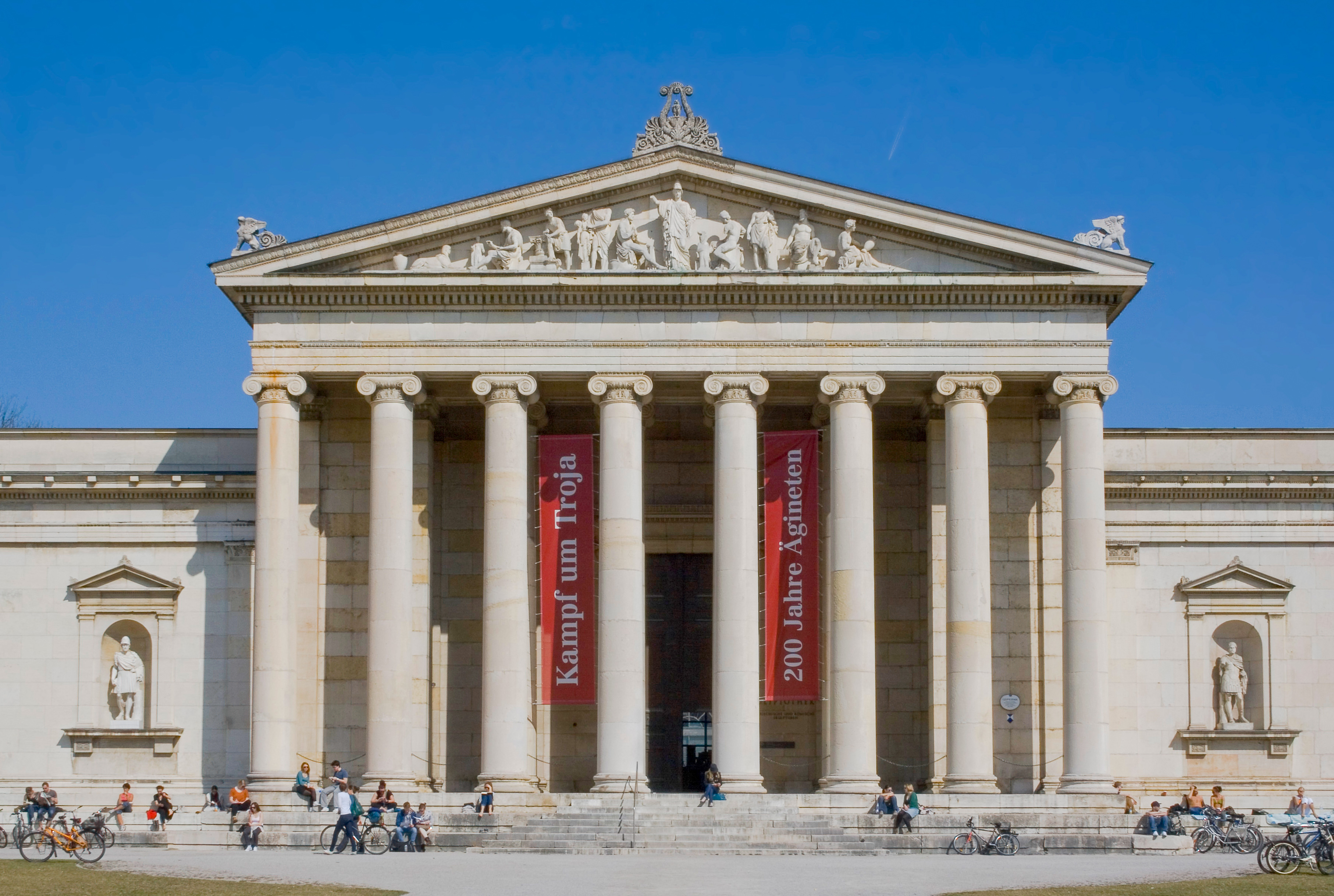
Glyptothek.
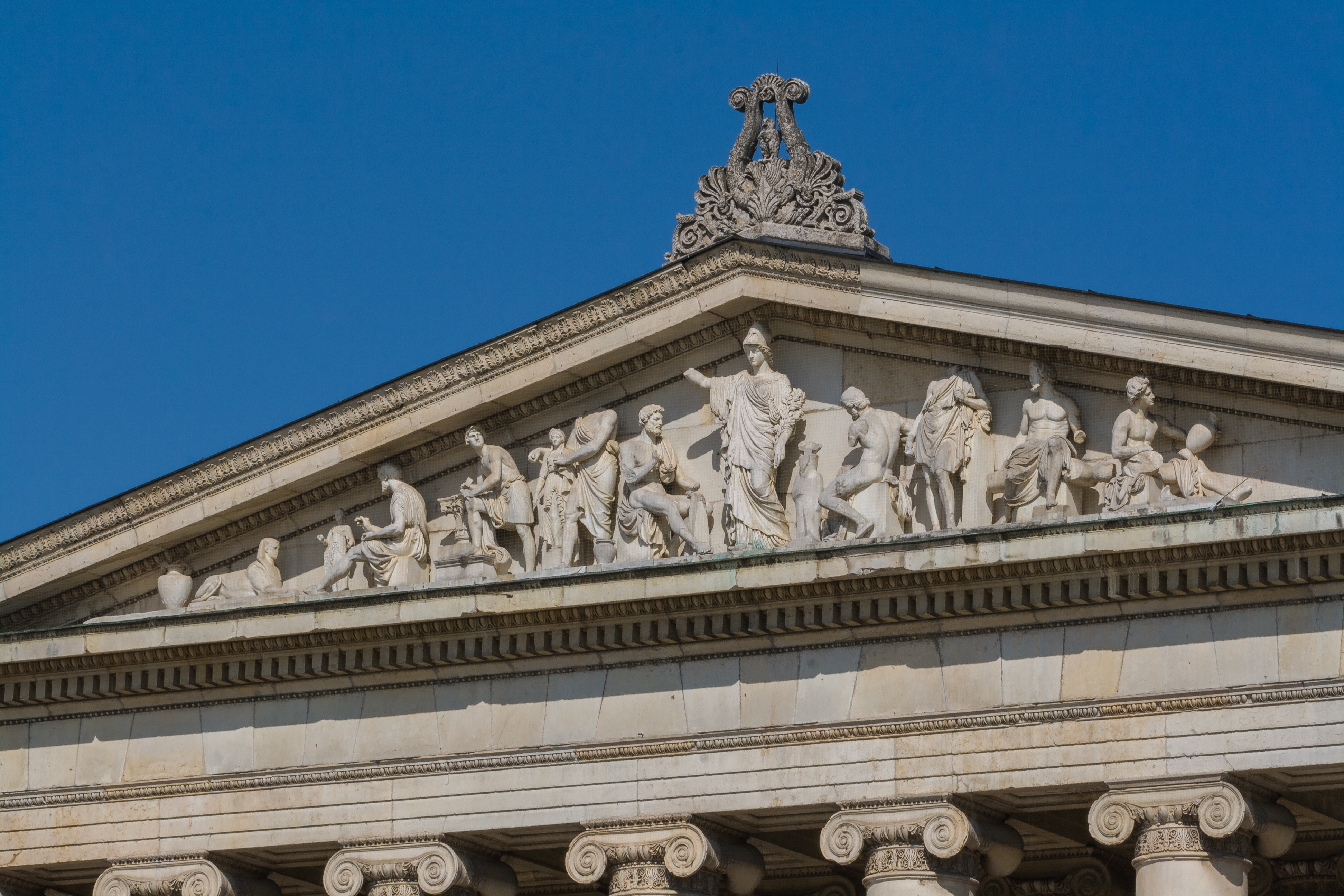
Glyptothek.
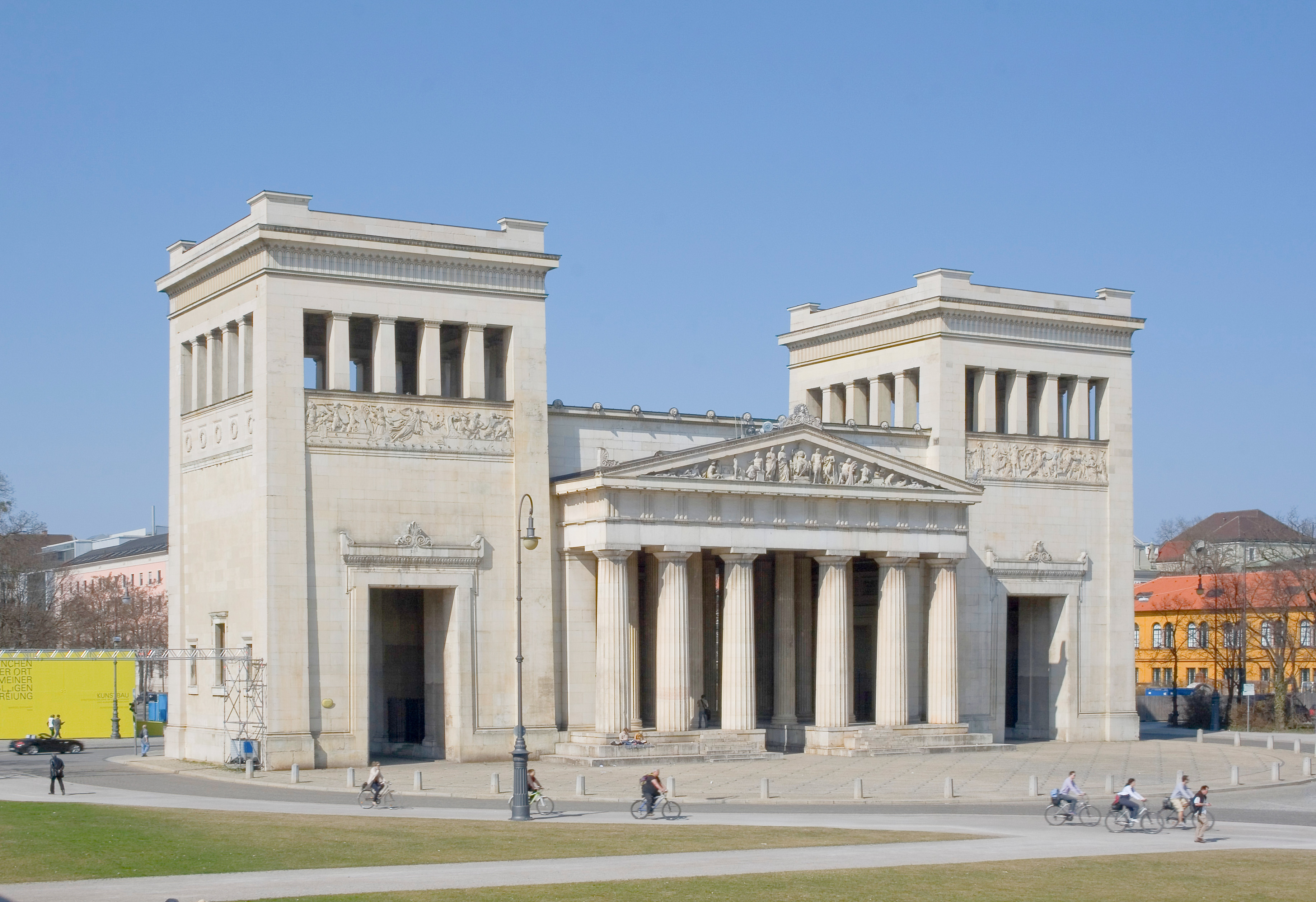
Propyläen.
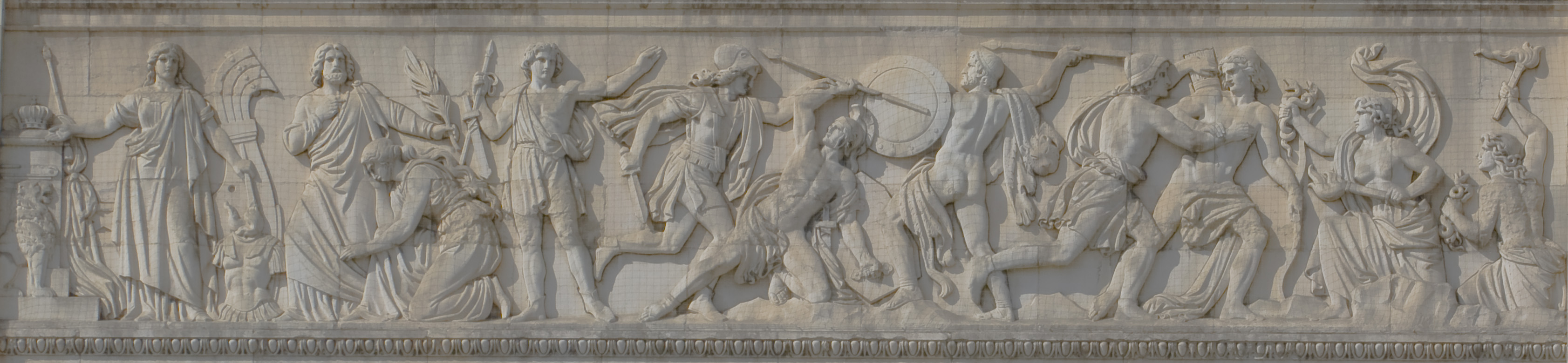
Propyläen.
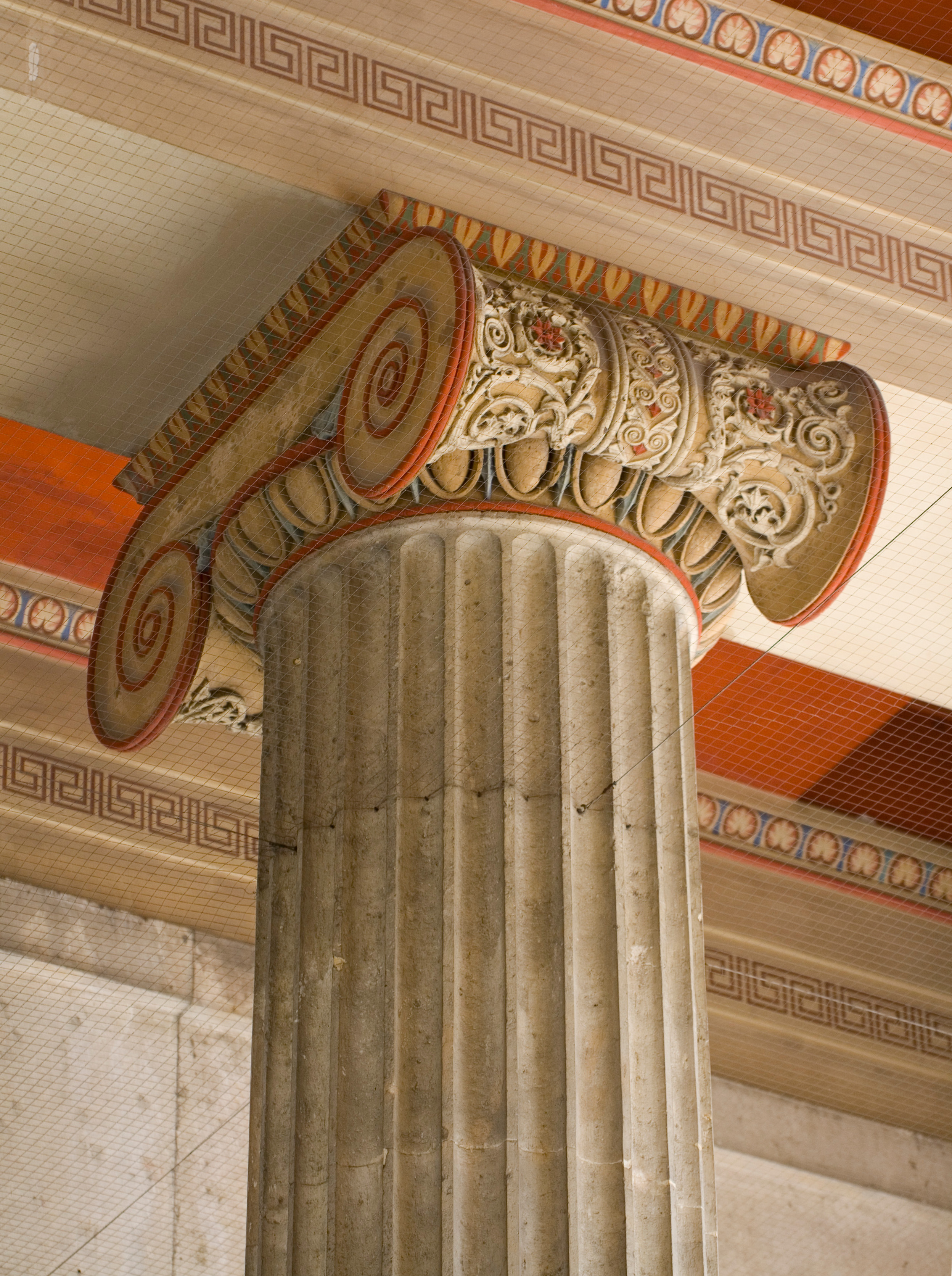
Propyläen.
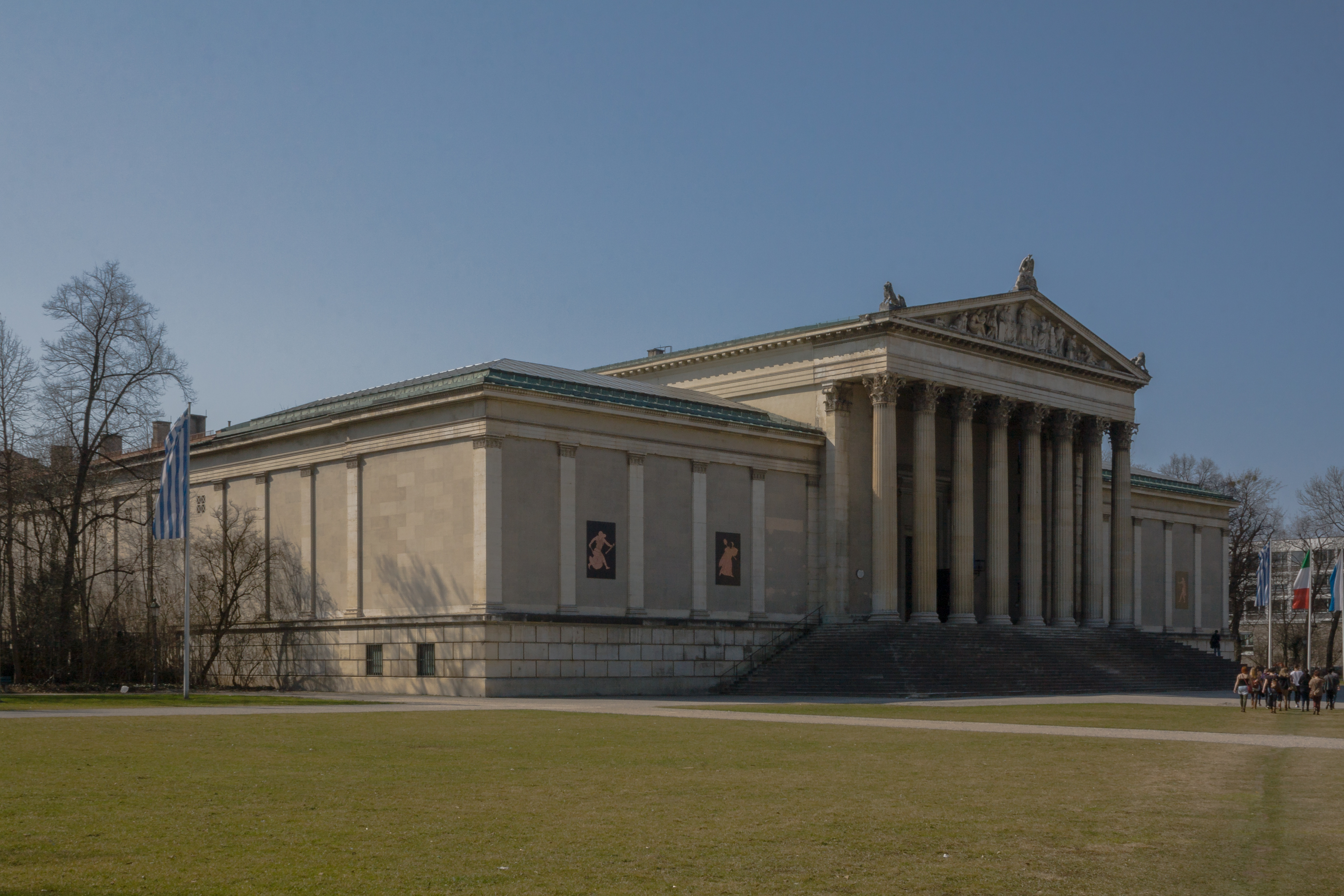
Staatliche Antikensammlungen.
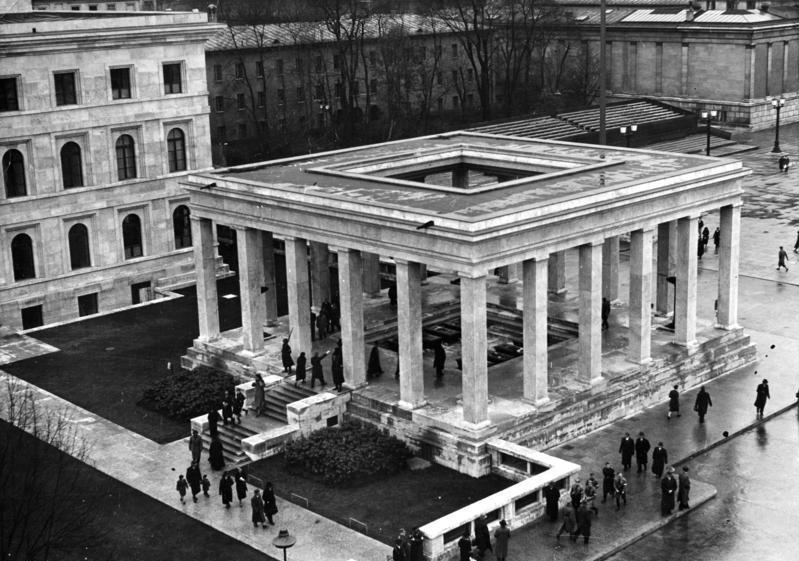
Ehrentempel, numa fotografia de 1936.